# Assassin (gruppo musicale tedesco)
Gli Assassin sono un gruppo musicale tedesco di genere thrash/speed metal, formatosi a Düsseldorf nel 1983 ed in attività fino al 1989, prima della riunione del 2002.
Nel 2011 la band ha pubblicato il suo quarto album in studio intitolato Breaking the Silence per l'etichetta discografica SPV GmbH.

## Formazione

### Formazione attuale
- Robert Gonnella - voce (1983-1989, 2002-presente)
- Scholli - chitarra (1984-1987, 2002-presente)
- Micha - chitarra (1983-1984, 1987-1989, 2004-presente)
- Joachim Kremer - basso (2009-presente)
- Björn Sondermann - batteria (2009-presente)

### Ex componenti

#### Chitarristi
- Mettmann (1984)
- Olaf (1989)
- Dinko Vekic (1983-1989, 2002-2005)

#### Batteristi
- Jason Kubke (1983)
- Andreas "Psycho Danger" (1983-1987)
- Atomic Steif (2002-2004)
- Frank Nellen (1987-1989, 2004-2009)

#### Bassisti
- Markus "Lulle" Ludwig (1983-1989)
- Joachim Hopf (2002-2005)
- Ufo Walter (2005-2007)
- Michael Hambloch (2008-2009)

## Discografia

### Album in studio
- 1986 - The Upcoming Terror
- 1988 - Interstellar Experience
- 2005 - The Club
- 2011 - Breaking the Silence

### Demo
- 1985 - Holy Terror
- 1986 - The Saga of Nemesis
- 1987 - Live '87
- 1989 - Demo
- 2008 - Breaking the Silence